# محکوم بی‌گناه
محکوم بی‌گناه فیلمی به کارگردانی علی محزون و نویسندگی علی محزون، بوریس ماتایوف محصول سال ۱۳۳۲ است.

## داستان
با مرگ بزرگ خانواده، مادر، پسر و دختر آواره می‌شوند…

## بازیگران
- علی محزون
- سودابه
- مینا
- ملکه رنجبر
- خسرو هریتاش
- حبیب خسروی